# Municipio de San Pedro Lagunillas
El municipio de San Pedro Lagunillas es uno de los 20 municipios del estado de Nayarit, México. Su cabecera es la localidad de San Pedro Lagunillas.
Tiene una superficie de 553,66 km². Limita al norte y noreste con el municipio de Santa María del Oro, al este y sureste con Ahuacatlán, al sur con el Estado de Jalisco y al oeste y noroeste con Compostela.